# Greif (Panzer)

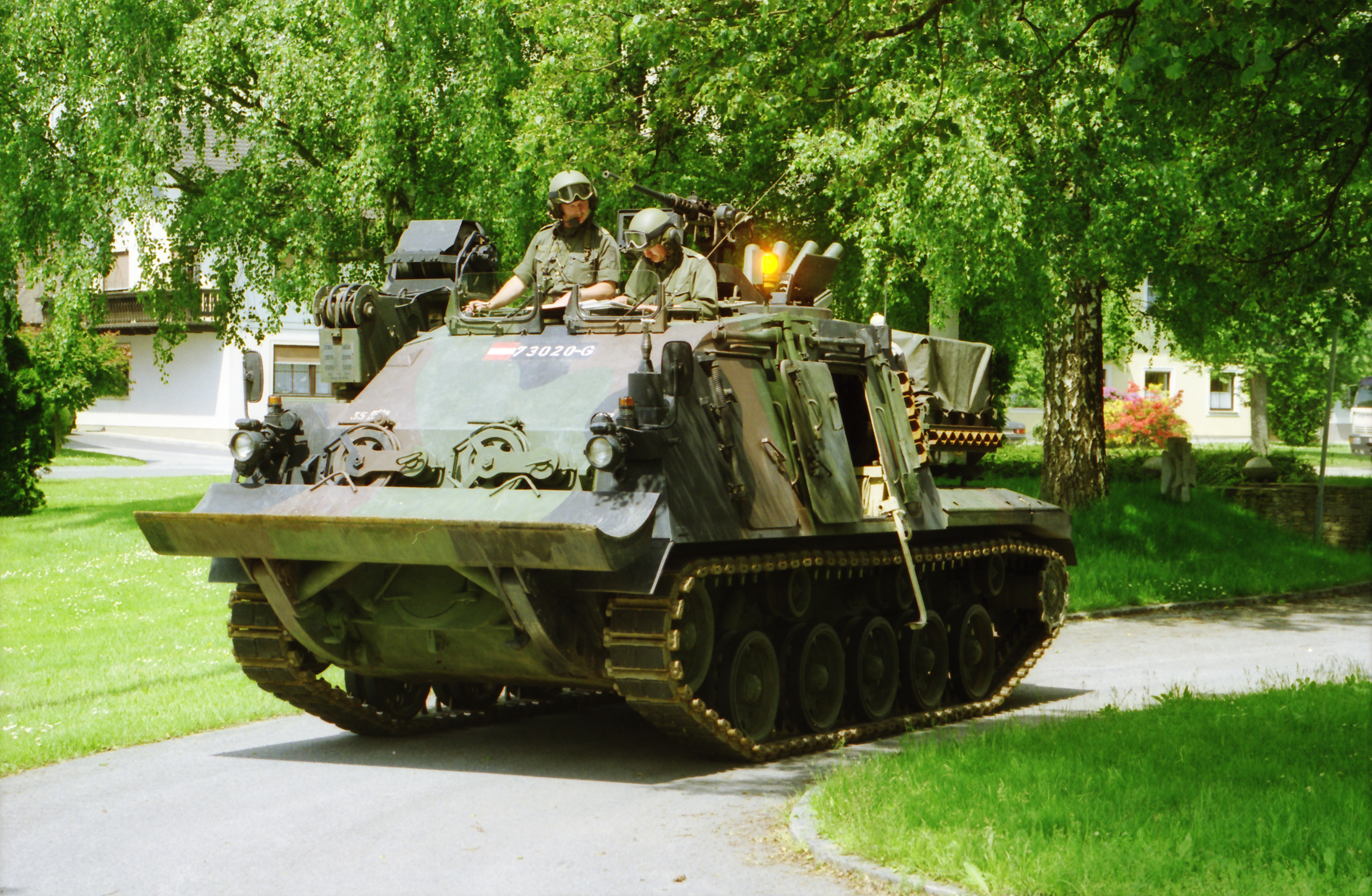
Bergepanzer "Greif" A1

Der Greif Bergepanzer 4KH7FA-SB (Greif A1) ist ein von der österreichischen Firma Steyr Daimler Puch gebauter Bergepanzer, der Eigenschaften des Jagdpanzers Kürassier und des Schützenpanzers Saurer verbindet. Die Panzerung besteht wie beim Kürassier aus geschweißten Stahlplatten. Der Einstieg erfolgt von der linken Seite und nicht wie herkömmlich von oben über den Turm. Ein großer Vorteil ist die Fernsteuerung des Bergekrans.

## Technische Daten
- Kurzbezeichnung: Bergepanzer Greif A1
- Hersteller: Steyr Daimler Puch
- Techn. Daten: Bauartgeschwindigkeit: 65 km/h
- Motor: flüssigkeitsgekühlter Sechszylinder-4-Takt-Dieselmotor mit Direkteinspritzung, Turboaufladung und Ladeluftkühlung
- Motorleistung: 235 kW (320 PS)
- Kampfgewicht: 22,4 t
- Bewaffnung:
  - Nebelwurfanlage auf Drehringlafette
  - 12,7-mm-üsMG M2
- Steigfähigkeit: 70 %
- Reichweite:
  - auf Straßen: 590 km
  - im Gelände: 450 km
- Watfähigkeit: 1 m
- Besatzung:
  - 1 Kommandant
  - 1 Richtschütze/Bergegehilfe
  - 1 Bergegehilfe
  - 1 Fahrer
- Seilwinde: Zugkraft: 20 t
- Seillänge/Durchmesser: 100 m / 24 mm
- Drehkran: Armlänge: max. 3,9 m
- Hubhöhe: max. 4,8 m
- Schwenkbereich: 234 Grad
- Hubkraft: max. 6,58 t